# Sint-Servaaskapel (Helden)

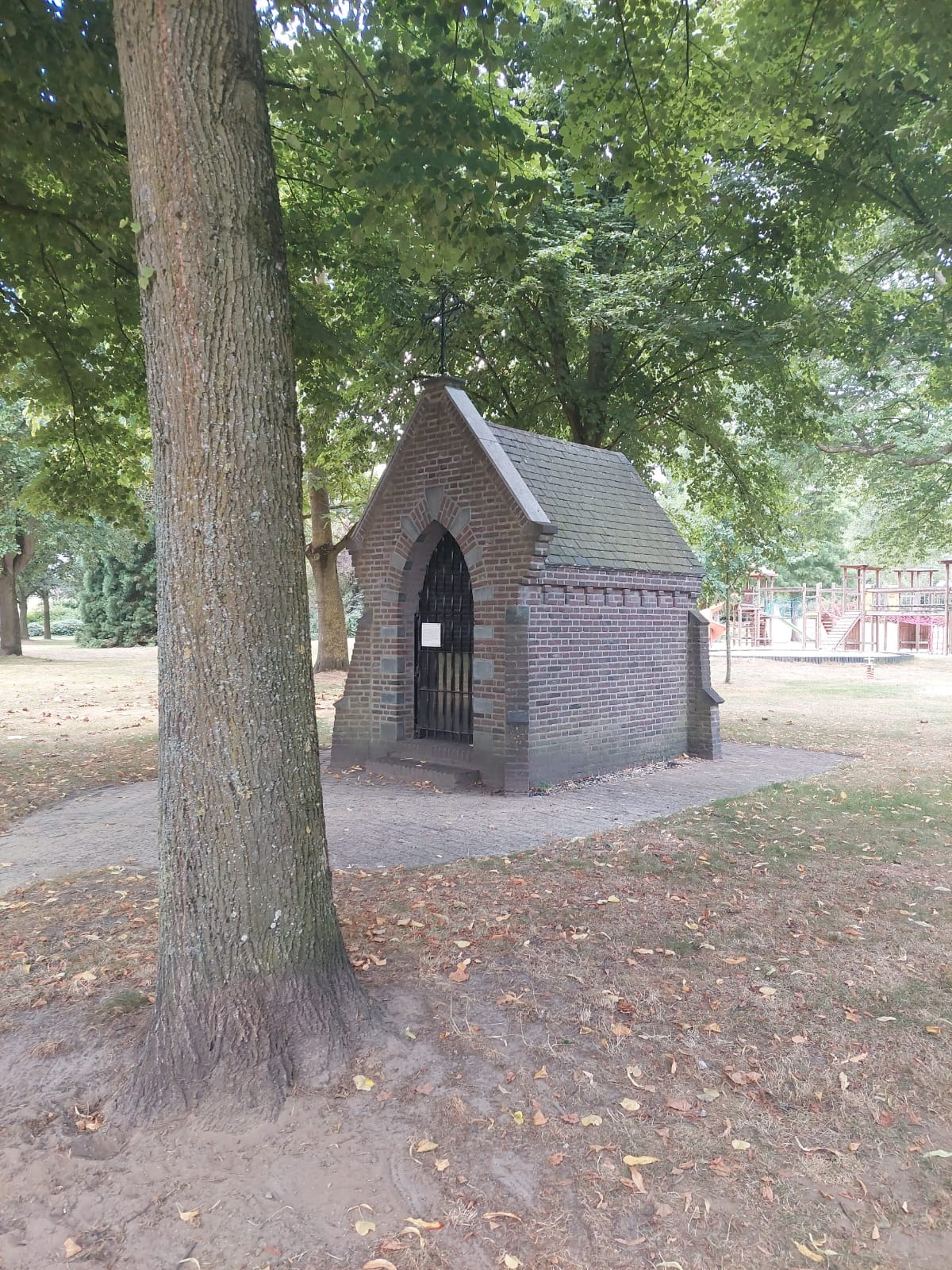
Sint-Servaaskapel (Helden)

De Sint-Servaaskapel of Rieterkepelke is een kapel in Helden in de Nederlandse gemeente Peel en Maas. De kapel staat in het park aan de Willem van Hornestraat.
Op ongeveer 700 meter naar het zuidwesten staat de Sint-Annakapel en op ongeveer 800 meter de Sint-Rochuskapel.
De kapel is gewijd aan de heilige Servaas van Maastricht.

## Geschiedenis
In 1870 werd de kapel door Silvester Smolders gebouwd.
In 1900 besloot de pastoor om het waardevolle beeldje van Sint-Servaas te verkopen en werd er in de kapel een Antoniusbeeldje geplaatst.
In 1942 vond er ruilverkaveling plaats, waarbij de kapel verplaatst werd. Na de verplaatsing kreeg de kapel weer een beeldje van de heilige Servaas.
De kapel kreeg te maken met vandalisme waardoor ze in verval raakte en uiteindelijk vanwege de slechte staat werd afgebroken. In 1987 herbouwde men de kapel in het Rieterpark en werd het beeld uit 1942 teruggeplaatst.

## Gebouw
De bakstenen kapel is opgetrokken op een rechthoekig plattegrond en wordt gedekt door een zadeldak met leien. De kapel heeft geen vensters en op de hoeken zijn er tweeledige schuin uitgemetselde steunberen aangebracht. De frontgevel is een puntgevel met verbrede aanzet en op de top een metalen kruis. In de frontgevel bevindt zich de spitsboogvormige toegang van de kapel, afgesloten met een smeedijzeren hek, waarbij de spitsboog om en om voorzien is van blokken natuursteen afgewisseld met drie bakstenen.
Van binnen is de kapel bekleed met bakstenen en wordt ze overwelft door een spitstongewelf. Tegen de achterwand is een bakstenen altaar gemetseld. Op het altaar staat in een rechthoekige plexiglazen stolp een polychroom Servaasbeeld, dat de heilige toont met in zijn linkerhand een staf en in zijn rechterhand twee grote goudkleurige sleutels. Deze sleutels verwijzen naar het verhaal dat Petrus aan Servaas verscheen en hem de sleutels tot de hemelpoort overhandigde. Op de sokkel van het beeldje is de tekst S. Servatius aangebracht.